# Apokopa
Apokopa je ztráta posledního, výjimečně několika posledních, fonémů ve slovu, zejména neznělých. Vyskytuje hojně v románských jazycích, například v italštině, španělštině, portugalštině, atd.
Jde především o fonetický, spíše než gramatický jev, někdy může jít o odlišnost pouze v neformálním nebo slangovém mluveném slovu.

## Použití
Apokopa se objevuje buď implicitně pro určitá slova nebo v kombinaci se slovem, které následuje. Často se výhodně využívá jako básnická figura. V neformální řeči slouží apokopa pro urychlení slov, kde po vyslovení několika slabik je jasné, o které slovo jde, respektive to lze pochopit z kontextu.

## Příklady

### Historické – převzaté zlatiny
ztráta neznělé (nasální) samohlásky
- panem → pan (chléb, španělština)
- lupum → lou[p] (vlk, francouzština)

ztráta souhlásky
- illu[d] – ello (to, španělština)

### Gramatické změny
Přídavná jména
- buono + albergo → buon albergo (dobrý hotel, italština)
- grande + río → gran río (velká řeka, španělština)

Příslovce
- tanto → tan (tolik, italština)

Číslovky
- uno → un (jeden, španělština, italština)
- ciento → cien (sto, španělština)

Číslovky řadové
- primero → primer (první, španělština)
- tercero → tercer (třetí, španělština)

### V neformální mluvě
Jako apokopy mohou být též vnímány tendence o zkracování různých (například relativně dlouhých) slov v neformální řeči vypouštěním fonémů/slabik na konci, zejména pokud již takto vyslovené slovo je jednoznačně pochopeno.
- photograph → photo (fotografie → foto, angličtina, obdobně i v jiných jazycích)
- ve španělštině
  - televisión → tele
  - fotografía → foto
- ve francouzštině
  - sympathique(s) → sympa (sympatický)
  - réactionnaire → réac (reakcionářský)
- v japonštině
  - アニメーション → アニメ (animace → anime)
- v angličtině
  - Zejména v posledních několika letech vzniklo mnoho forem zkracování (související mj. s projevem skrze elektronická média), a mezi nimi i apokopy, speciálně ty, které z konce slova vypouštějí více než jednu slabiku nebo foném. Pronikají dokonce do novinových titulků (kde v samotném článku je použita celá spisovná forma) nebo infografiky televizního zpravodajství.
  - rep → representative (zástupce)
  - pic → picture (obrázek)
  - sync, synchro → synchronized (synchronizovaný)
  - fab → fabulous (báječný)
  - neg → negative (negativní)
  - con → convention, convict (konvence/sraz, odsouzený)
  - photo op → photographic opportunity (příležitost pro fotografování)
  - a stovky dalších, viz en:List of English apocopations

Hypokoristikon
- Alexandr(a) → Alex

V české neformální mluvě a poezii
- narostl → narost

| „            | …pískat si, jak mi zobák narost, vínem si plašit z čela starost… | “ |
| — F. Gellner |                                                                  |   |
- sezobl → sezob

| „                      | Jednou z lesa domů se nesa moudrý Ezop. Potkal brabce, který brabence málem sezob. | “ |
| — W+V, Ezop a brabenec |                                                                                    |   |